# 州の憲法 (アメリカ合衆国)
州の憲法（アメリカ合衆国）は、アメリカ合衆国の各州で制定・施行されている憲法である。

## 概要
アメリカ合衆国の各州には、それぞれ独自の州の憲法がある。その多くはアメリカ合衆国憲法よりも詳しく、日常の政府と人々の関係を記述している。アラバマ州の現行憲法が最長であり、34万5千語からなる。連邦の憲法・州憲法も共に基本法であり、それぞれ合衆国と州についての、法と政治組織の基本的な青写真（設計図）である。
アメリカ合衆国憲法の修正第10条は、「合衆国憲法により合衆国に委譲されていない権力は、各州あるいは人民が保有する。」と規定している。
さらに同憲法の第4条（保証条項）は、「合衆国は、共和制の政府形態を各州に保証する。」と規定している。
この2つの規定が示すのは、アメリカ合衆国憲法が採択された後も州は（その法体系の基礎となる）憲法を採択する裁量を放棄してはいないということである。
一般的に州憲法は幅広い事項について記述している。多くはアメリカ合衆国憲法にならって州政府の構造を記述し、権利章典を設け、知事を長とする。その他に行政機関・州議会・州裁判所（州最高裁判所を含む）を定めている。多くの州憲法が、連邦の憲法とは違って神に言及している。また、いくつかの州では住民の発議による改正が可能である。
アメリカ合衆国の非州領域（自治領域）にも、連邦議会が自治法を制定し、自治政府が存在する場合は憲法あるいは基本法が存在する。州と違って連邦議会による承認と監督の対象となっている。

## 各州の憲法
- 英語版：各州の憲法
- バージニア憲法
- デラウェア州憲法 (1792年)